# تیرمار بیابانی
 تیرمار بیابانی(نام علمی: Psammophis schokari) نام یک گونه از فروراسته ناکورماریان است.